# Hergé
Georges Prosper Remi, kendt som Hergé (født 22. maj 1907, Etterbeek ved Bruxelles, død 3. marts 1983 i Bruxelles) var en belgisk tegneserieforfatter og -tegner, bedst kendt for Tintin-serien på i alt 24 album (det sidste ufærdigt), som han tegnede fra 1929 til sin død i 1983. Han betegnes som den førende inden for tegnestilen "den rene linje" (ligne claire) og påvirkede den europæiske tegneseriekultur som få andre. Georges Rémis initialer, vendt om til "R.G." og udtalt på fransk, blev til kunstnernavnet Hergé.
Bemærkelsesværdige kvaliteter ved tegneserierne om Tintin er deres livsfulde humanisme, detaljerigdom og realistiske tegninger, der kom af Hergés omhyggelige baggrundsstudier. Baggrundsstudierne førte også til, at han gentegnede nogle albummer flere år senere. Hergé tog selv på dele af de rejser, som han beskrev, og samlede billeder og indtryk, som han anvendte i historierne. Mange af Tintin-seriens genstande, landskaber og gadebilleder fandtes i virkeligheden eller var baseret på virkeligheden. Voksne læsere nyder de mange satiriske referencer til historie og politik fra første halvdel af 1900-tallet. Albummet Den Blå Lotus var inspireret af Mukden-hændelsen, der førte til den første kinesisk-japanske krig i 1934. Albummet Ottokars scepter kan læses på baggrund af Adolf Hitlers "Anschluss" (Tysklands annektering af Østrig i 1938), mens hans senere albummer som Tournesolmysteriet kan læses som en allegori på den kolde krig. Hergé er blevet en af verdens mest berømte belgiere, og Tintin-serien har fortsat international succes.
Ud over Tintin skrev og tegnede Hergé også serier som Mads', Mettes og Sjokos oplevelser, Lars og Lue og Popol og Virginie.

## Tidligt liv
Georges Rémi blev født i 1907 i Etterbeek ved Bruxelles som søn af middelklasseforældrene Alexis og Elisabeth Rémi. Georges havde en fem år yngre bror, som han selv har hævdet var inspirationen til figuren Tintin. Faren var ansat i et firma, der solgte børnetøj.
Fra 1914 til 1918 gik Georges i kommuneskolen i Ixelles. Hans første skoleår faldt sammen med første verdenskrig, hvor Bruxelles blev okkuperet af Tyskland. Georges, hvis tegnetalent allerede havde vist sig, brugte margenen af sine skolebøger til at lave tegninger af tyske soldater. Bortset fra et par timers undervisning i tegning ved Ecole Saint-Luc, som han senere gik på, fik han aldrig formel kunstundervisning.
På grund af pres fra farens arbejdsgiver, en meget konservativ katolik, blev Georges i 1920 meldt ud af kommuneskolen og indskrevet i en religiøs skole, Collège Saint-Boniface, en videregående skole hvor lærerne var katolske præster. Han var en udmærket elev, næsten altid den bedste i klassen, bortset fra i et enkelt fag, tegning, hvor han aldrig fik gode karakterer. Samtidig med at han blev taget ud af kommuneskolen, måtte han også forlade spejderbevægelsen Boy Scouts de Belgique og i stedet melde sig ind i Fédération des Scouts Catholiques. Han har selv fortalt, at det var vanskeligt for ham at komme gennem disse omvæltninger, og at han følte sig forrådt og splittet.
På skolen var spejderbevægelsen fortsat hans store lidenskab, og han fik øgenavnet "Renard curieux" ("nysgerrige ræv"). Hans første professionelle tegninger blev trykt i Jamais assez, skolens spejderavis, og fra 1923 også i Le Boy-Scout Belge, spejderbevægelsens månedlige landsdækkende udgivelse. I 1924 signerede han for første gang sine tegninger med den senere så berømte signatur "Hergé". Hans første serie bar navnet Totor og havde undertekster. Serien handler om en belgisk spejderpatruljes eventyr. Totor var meget lig den senere Tintin, vel og mærke en Tintin uden hårtot og hund. Erfaringerne fra spejderbevægelsen og dens etik fik en betydelig indflydelse på Hergés senere tegneserier.
Efter at have afsluttet sin skolegang i 1925, begyndte Georges at arbejde for den katolske nyhedsavis Le XXe Siècle (Det tyvende århundrede), en katolsk avis med nyheder og trosspørgsmål. Under abbed Nobert Wallez' strenge ledelse fulgte avisen en meget kirkevenlig og nationalistisk linje. Ved siden af avisarbejdet fortsatte Hergé med at tegne Totor for Le Boy-Scout Belge.
I 1926 kom han i militæret, hvor han havnede i et feltjægerregiment. Fra begyndelsen var han menig, men blev senere korporal, så sergent og til sidst løjtnant af reserven. Efter militærtjenesten vendte han tilbage til Le XXème Siécle, denne gang som repro- og fotograflærling og som illustrator af specialsider. Den energiske abbed Wallez opmuntrede Hergé til at læse, tilegne sig viden og blive kultiveret og gav ham efterhånden også et større ansvar. Hergé har ved flere lejligheder understreget hvor vigtigt for ham mødet med Wallez var.
Da abbed Wallez i 1928 besluttede sig for at lave et ugentligt børnetillæg, Le Petit Vingtième, til Le XXème Siécle, fik Hergé til opgave at sammensætte indholdet med kortere reportager, fortællinger, bearbejdede referater af aktuelle nyheder samt tegneserien Flup, Nénesse, Poussette og Cochonnet, en billedfortælling tegnet af Hergé og skrevet af en journalist ved avisens sportsredaktion. Serien løb kun i tre måneder, før Hergé skiftede den ud med sin helt egen serie, hvor han kunne anvende den amerikanske stil med talebobler. Valget af seriefigur kan ikke have taget lang tid, da Hergé genoptog figuren Totor, ændrede nogle bogstaver i navnet og gav ham et arbejde som journalist, der passede bedre med hans nye omgivelser. Totor, eller Tintin som han nu hed, fik en karakteristisk hårtot (ifølge Hergé så han kunne genkendes) og en hund som følgesvend. Fra 1929 til midt i 1930 blev den første Tintin-historie, Tintin i Sovjetunionen, trykt i Le Petit Vingtième.

## Historien om Tintin
Tintin i Sovjetunionen blev trykt første gang som føljeton i Le Petit Vingtième den 10. januar 1929 og løb frem til den 8. maj 1930. Tegneserien fortalte om de oplevelser, den unge journalist Tintin (der aldrig blev set foran en skrivemaskine) og hans hund, en kvik foxterrier ved navn Terry (Milou på fransk), mens de rejste gennem det kommunistiske Sovjetunionen. Figuren Tintin var som nævnt inspireret af Georges’ bror Paul Rémi, på daværende tidspunkt officer i den belgiske hær.
Tegneserien er primitiv. Hergé fylder entusiastisk på med vittigheder og katastrofer mellem hinanden, uden at bekymre sig om hvordan historien skulle ende. Da tegneserien afsluttedes, fik avisens chefredaktør den idé, at der skulle iscenesættes en stor modtagelse af Tintin i anledning af hans hjemkomst fra Sovjetunionen. Hergé har fortalt, at "da dagen oprandt måtte jeg drage af sted med ham, der var udvalgt til at spille rollen som Tintin. Jeg havde selv maskeret ham og udstyret ham med russisklignende kostume og et par flotte røde støvler. For at gøre det mere realistisk, steg vi om bord i det tog, der ankom fra Köln, altså østfra, fra Rusland. Den officielle modtagelse skulle finde sted i Bruxelles. Jeg var overbevist om, at vi ville stige af på en fuldstændig tom jernbanestation, men til min store overraskelse var der stopfyldt. Mængder af børn hagede sig fast i den vogn, som Tintins dobbeltgænger ankom i. Da gik det op for mig, at Tintin kunne blive noget stort".
Fra januar 1930 udgav Hergé yderligere en tegneserie i Le Petit Vingtième, om to gadedrenge fra Bruxelles, Lars og Lue (Quick et Flupke). I mange år udgav han disse fantasifulde, men til sammenligning noget mindre kendte, enkeltsider samtidig med de lange Tintin-historier. I juni begyndte han på sin anden Tintin-historie, Tintin i Congo. Det afrikanske land var på det tidspunkt Belgisk Congo). Historien blev efterfulgt af Tintin i Amerika samt Faraos cigarer, hvori de tumpede detektiver Dupond og Dupont bliver introduceret.
I 1932 blev Hergé gift med Germaine Kieckens, som var sekretær for Le XXe Siècles direktør. Ægteskabet var barnløst og parret blev skilt i 1975.
Det tog omkring et år at færdiggøre hver af de tidlige Tintin-historier. Efter avisudgivelsen blev de udgivet i bogform (tegneseriealbum) af forlaget Casterman. Hergé reviderede jævnligt disse historier til senere oplag, blandt andet opdaterede han tekniske ting som skibe og fly, men de blev også farvelagt. Senere udtrykte han forlegenhed over, hvor uvidende og fordomsfyldt han havde været i de første albummer, særligt Tintin i Sovjetunionen og ikke mindst Tintin i Congo. Han vægrede sig senere ved at genudgive disse to albummer. Der er en berygtet scene i Tintin i Congo, hvor Tintin giver geografiundervisning til indfødte elever på en missionsskole. "Mine kære venner," siger Tintin, "i dag vil jeg tale om jeres fædreland, Belgien." I en senere udgave blev denne scene ændret til en matematiktime. På trods af det imperialistiske syn i denne historie, har den i mange år været særlig populær i netop Congo.

## Mødet med Tchang
Med det femte Tintin-album, Den Blå Lotus, kom der en forandring. Hergé havde ved slutningen af det foregående album, Faraos cigarer, nævnt, at Tintin ville rejse til Kina i den næste historie. Fader Gosset, præst for de kinesiske studerendes ved Katholieke Universiteit Leuven, skrev til Hergé og bad ham om at være forsigtig med, hvad han skrev og tegnede om Kina. Hergé var enig, og i foråret 1934 præsenterede Gosset ham for Tchang Tchong-jen, en ung billedhuggerstuderende fra Bruxelles Académie des Beaux-Arts. De unge kunstnere blev hurtigt venner, og Tchang introducerede Hergé for Kinas historie, kultur og kunst.
Som følge af disse erfaringer søgte Hergé herefter at beskrive fremmede kulturer og skuepladser så nøjagtigt som muligt i Den Blå Lotus og efterfølgende albummer. I taknemmelighed over for Tchang Tchong-jen blev en fiktiv Tchang Tchong-jen indført i Den Blå Lotus. En ung kineser, som Tintin møder og bliver ven med. I historien optræder Tchang som en modsætning til mere overdrevne vestlige fabrikationer om kinesisk kultur.
En anden følge af venskabet med Tchang var, at Hergé i stigende grad blev opmærksom på kolonialismen, særligt Japans forhold til Kina. Den Blå Lotus har et tydeligt anti-imperialistisk budskab, som stod i modsætning til den vestens daværende fremherskende holdning, hvor man så positivt på Japans og landets kolonialistiske rolle. På grund heraf kom der fra flere sider skarp kritik af historien, blandt andre protesterede japanske diplomater over for det belgiske udenrigsministerium. Verdenshistoriens videre gang gav Hergé ret.
Tchang afsluttede sit studium i Bruxelles og vendte tilbage til Kina. Ved Japans erobring af Kina og den efterfølgende borgerkrig mistede Hergé og Tchang kontakten, og der skulle gå mere end fyrre år, før de to venner igen mødtes.
I 1935 tegnede Hergé de første sider af Mads', Mettes og Sjokos oplevelser (Jo, Zette et Jocko) for det franske ugeblad Cœurs Vaillants, om de to søskende og deres chimpanse. I tidens løb blev det til tre historier fordelt på fem album. Det sidste album, Kobradalen, var humormæssigt sammenligneligt med Tintin-historierne. Albummet blev påbegyndt i 1939, men først afsluttet i 1954.

## 2. verdenskrig
Da den anden verdenskrig brød ud den 1. september 1939 med Nazi-Tysklands invasion af Polen, blev Hergé indkaldt til hæren. På grund af krigen og indkaldelsen måtte Hergé afslå en invitation fra Song Meiling, Chiang Kai-sheks hustru, til at besøge Republikken Kina. Invitationen var en følge af hans stillingtagen til fordel for det kinesiske folk i Den Blå Lotus.
Arbejdet på den nye historie, Landet med det sorte guld, blev afbrudt. Efter de tyske troppers besættelse af Belgien i 1940 blev han hjemsendt fra militæret.
Le Petit Vingtième, hvori Tintin-historierne hidtil havde været offentliggjort, blev indstillet af besættelsesmagten. Hergé tog imod et tilbud fra Bruxelles' førende fransksprogede dagblad, Le Soir, om at producere en ny Tintin-historie. Le Soir blev anset for at være et talerør for den tyske besættelsesmagt, og Hergé kunne derfor ikke fortsætte arbejdet på Det Sorte Guld på grund af historiens anti-fascistiske undertoner. I stedet begyndte arbejdet på Krabben med de gyldne klosakse, det første af fem album, som han tegnede under krigen.
Under krigen kom to faktorer til at omvælte Hergés arbejdsmetode. På grund af papirmangel blev der ikke længere produceret to sider om ugen, som til Le Petit Vingtième, men derimod en daglig stribe på tre til fire billeder, en ægte avisstribe. For at kunne holde på spændingen, indbyggede Hergé flere morsomheder og spændingsmomenter. Hergé kunne på grund af krigscensuren ikke længere kommentere aktuelle begivenheder eller placere Tintin i et land, der kunne opfattes kritisk af besættelsesmagten, da det ville bringe stribernes udgivelse i fare. I stedet fandt han på eskapistiske historier: en ekspedition til en nedfalden meteorit ved Arktis i Den mystiske stjerne, en sørøverskattejagt i »Enhjørningen«s hemmelighed og Rackham den Rødes skat, samt historier om en gammel inka-forbandelse i De 7 krystalkugler og Soltemplet.
I disse historier lagde Hergé mere vægt på karakterudviklingen end på handlingen, og særligt blev Tintins mindeværdige følgesvende indført: den opfarende og drikfældige kaptajn Haddock og den døve, distræte, men geniale professor Tournesol. Haddock debuterede i Krabben med de gyldne klosakse og Tournesol i Rackham den Rødes skat, og begge fulgte siden Tintin i alle album siden. Ændringerne fik en pæn modtagelse blandt læserne, og albumudgaverne af disse historier hører blandt de mest populære i serien. Disse, og enkelte andre figurer, blev i løbet af albummerne til en slags erstatningsfamilie for Tintin, der altid blev præsenteret som værende alene (bortset fra hans hund Terry).
Hergé mødte i 1943 den tidligere operasanger Edgar Pierre Jacobs, som havde valgt at satse på tegneserier. Eftersom Jacobs tegnede i en ren stil, ikke ulig Hergés egen, blev han ansat til at revidere de første Tintin-albummerne. Jacobs mest betydelige bidrag var hans nye tegninger af kostumer, uniformer og baggrundsdetaljer i den reviderede udgave af Ottokars scepter. Han samarbejdede også med Hergé på De 7 krystalkugler og tegnede forsiden til Soltemplet.

## Efterkrigsproblemer
Den tyske besættelse af Bruxelles ophørte den 3. september 1944. Tintin-historierne blev afbrudt ved slutningen af De 7 krystalkugler, da de allierede lukkede Le Soir. I løbet af den kaotiske tid efter besættelsen blev Hergé arresteret fire gange af forskellige myndigheder. Han blev officielt anklaget for at have været nazisympatisør, en grundløs påstand da hans udgivelser under krigen havde været helt renset for politiske hentydninger. De eneste spor af politik var en episode i Den mystiske stjerne, hvor et skib fra en rivaliserende videnskabelig ekspedition sejlede under amerikansk flag. Man finder i historierne produceret under krigen flere kritiske ytringer om fascisme. Særligt Ottokars scepter skiller sig ud; her forsøger Tintin at afværge et kup, der kan læses som en allegori på Østrigs indlemmelse ("Anschluss") i Tyskland. Men som andre tidligere ansatte ved den nazikontrollerede presse kunne Hergé ikke blive ansat ved et nyt forlag. Han tilbragte de næste to år på sammen med Jacobs og en ny assistent, Alice Devos, at farvelægge de tidligere Tintin-historier.
Bandlysningen ophørte den 6. september 1946, da udgiveren og den tidligere modstandsmand Raymond Leblanc tilbød økonomisk støtte og sin anti-nazistiske troværdighed for at udgive et ugentligt Tintin-blad sammen med Hergé. Bladet havde to helsider med Tintin-tegneserier og begyndte med fortsættelsen af albummet De 7 krystalkugler, foruden andre tegneserier og udvalgte reportager. Det blev en stor salgssucces og fik hurtigt et oplag på over 100.000 eksemplarer om ugen.
Tintin var altid kun blevet krediteret "af Hergé", uden at nævne Edgar Pierre Jacobs og Hergés andre assistenter. Efterhånden som Jacobs bidrag til produktionen øgedes, begyndte han at kræve større anerkendelse, men Hergé afviste kravet, og deres meget frugtbare samarbejde ophørte dermed. Jacobs fik udgivet sine egne tegneserier i Tintin-bladet, blandt andre den meget roste Blake og Mortimer.

## Personlig krise
Den stadig stigende efterspørgsel på det ugentlige Tintin-blad lagde et stort pres på Hergé. I 1949, under arbejdet på den nye udgave af Landet med det sorte guld (arbejdet på den første udgave var blevet afbrudt på grund af krigen), fik Hergé et nervesammenbrud. Han var fire måneder om at komme sig. I begyndelsen af 1950 under arbejdet på Mission til Månen fik han et nyt sammenbrud.
For at lette Hergés arbejdspres blev Hergé Studios grundlagt den 6. april 1950. Studiet, eller tegneseriefabrikken, ansatte en række assistenter, der hjalp Hergé med at tegne og producere Tintin-serien. De vigtigste assistenter var Jacques Martin og Bob de Moor. De arbejdede på alle senere historier og tegnede detaljer og baggrunde, så som det spektakulære månelandskab i De første skridt på Månen. Med støtte fra studiet, hvor også Roger Leloup og Jo-Ël Azara var blevet ansat, lykkedes det Hergé i perioden 1954-1958 at producere albummerne Tournesolmysteriet (1956), der af mange fremhæves som det mest polerede arbejde, og Koks i lasten (1958).
Igen fik Hergé personlige problemer. Efter femogtyve års ægteskab kom der en stor krise i forholdet til hustruen Germaine. Han havde forelsket sig i Fanny Vlaminck (i dag Fanny Rodwell), en ung tegner, der var blevet ansat i Hergé Studios. Desuden havde han mareridt, hvor han drømte om store hvide flader. Han konsulterede en schweizisk psykoanalytiker, der rådede ham til at opgive arbejdet med Tintin-serien. I stedet skrev Hergé Tintin i Tibet, en af de stærkeste Tintin-historier.
Historien blev trykt i Tintin-bladet fra september 1958 til november 1959. I Tintin i Tibet rejser Tintin til Himalaya for at lede efter Tchang Tchong-jen, den kinesiske mand, som han var blevet venner med i Den Blå Lotus. Historien gjorde det muligt for Hergé, måske som udgangspunkt ubevidst, at fylde albummet med hvide fjeldlandskaber, hvilket gav fortællingen en stor rumfølelse. Tintins omfattende antal følgesvende blev reduceret til et minimum: Tintin, kaptajn Haddock og sherpaen Tharkey, mens fortællingen i sig selv fokuserer på Tintins fortvivlede søgen efter vennen Tchang, og som af eftertiden kan læses som et visuelt billede af Hergés vanskelige psyke på denne tid
I de fåtallige interviews, Hergé har givet, har han selv fremhævet albummet som en personlig renselse, og som det mest personligt givende: "Det er det album, som jeg har lagt mest af mig selv i". Slutningen på historien synes også at være indledningen til et nyt kapitel i Hergés eget liv. Hans mareridt holdt op, og han blev i 1960 separeret fra sin hustru Germaine. Skilsmissen lader først til at have fundet sted i 1975, og Hergé giftede sig med Fanny Vlaminck i 1977.

## De sidste år
De sidste tre komplette Tintin-historier blev produceret med væsentligt længere intervaller: Castafiores juveler (det gådefulde juveltyveri ) udkom i 1961, Rute 714 til Sydney i 1966 og Tintin og picaroerne først i 1975. Hvert af disse albummer repræsenterer, ifølge forfatteren Benoit Peeters, en afstandtagen til tegneseriens klassiske normer. På samme tid erobrede Tintin andre medier. Helt fra begyndelsen havde figuren Tintin været anvendt i reklamer og merchandising. I 1961 blev den første spillefilm til, Tintin og guldseglet. Tintin blev spillet af den unge belgiske skuespiller Jean-Pierre, der genoptog rollen i 1964 i spillefilmen Tintin og de blå appelsiner. I 1969 blev den første spillefilmslange tegnefilm produceret: Tintin og Soltemplet, efterfulgt af Tintin og hajsøen i 1972. Tintin er verdenskendt, og i sådan en grad, af Charles de Gaulle efter sigende skal have sagt til André Malraux, at Tintin i grunden var hans eneste rival i udlandet.
Hergé selv får andre interesser og begynder at studere moderne kunst, og han bliver portrætteret af Andy Warhol. Han rejser en del til de lande, som han tidligere kun havde "besøgt" gennem Tintins rejser. Han rejser til Italien, England, Sverige, Grækenland og Danmark, og i 1971 for første gang USA, hvor han møder siouxer i Pine Ridge i South Dakota. I modsætning til den bagtalelse og mistænkeliggørelse, som han blev udsat for efter den anden verdenskrig, blev han nu en nationalhelt i Belgien. Han modtager mange priser og er æresgæst ved utallige festivaler. I 1979 fejres Tintins fødselsdag i både Paris og Bruxelles med offentlig pomp og pragt, samtidig med Tintin-udstillingen begynder sin europaturne.
En gang i 1976 lykkes det endelig Hergé at komme i kontakt med Tchang Tchong-jen igen, for første gang siden 1934. Efter kulturrevolutionen havde Tchang arbejdet som gadefejer, i 1970'erne var han blevet leder af en kunstskole i Shanghai. I marts 1981 lykkes det efter mange vanskeligheder at få Tchang på besøg i Belgien. De to gamle venners gensyn vækker stor offentlig opmærksomhed, og Tchang bliver modtaget som et statsoverhoved. Tchang flyttede til Paris i 1985, hvor han i 1998 døde.
Det belgiske astronomiske selskab navngav ved Hergés 75-års fødselsdag i 1982 en asteroide efter ham. 1652 Herge blev opdaget d. 9. august 1953 og ligger i asteroidebæltet mellem Mars og Jupiter. Den er 3,38 år om at fuldføre et kredsløb og afstanden til Solen svinger mellem 1,915 og 2,5874 AE. Desværre kan kaptajn Haddock så ikke møde den på vej til Månen (som han gjorde med 2101 Adonis).
Hergé døde den 3. marts 1983 på Saint-Luc-klinikken i Bruxelles af komplikationer efter anæmi, som han havde lidt af i nogle år. Han blev 75 år gammel. Han havde bedt om at blive begravet på kirkegården på Dieweg i Bruxelles-bydelen Uccle. Denne kirkegård, hvor mange andre berømte bruxellesborgere er begravet, er et symbol på forskellige religioners og kulturers sameksistens, da der ligger katolikker, jøder og bekendende agnostikere på kirkegården. I 1950 var kirkegården blevet lukket for nye gravsteder, men der blev gjort en undtagelse for Hergé.

## Posthume udgivelser og udmærkelser
Hergé bestemte i sit testamente, at ingen måtte videreføre Tintin-historierne efter ham. Derfor blev også det ufærdige album Tintin og alfa-kunsten kun udgivet som en række skitser og bemærkninger. En af hans medarbejdere havde ellers bedt om lov til at tegne det sidste Tintin-album færdigt, men Fanny, Hergés hustru, der ejede rettighederne, gav ikke tilladelse. (Meddelelsen om, at man blandt Bob de Moors ejendele har fundet skitser til historien Tintin i Australien, anses for en aprilsnar.) I 1987 lukkede Fanny Hergé-studierne og grundlagde Hergé-stiftelsen. I 1988 ophørte Tintin-bladet.
Hergé-stiftelsen, som forvalter boet og rettighederne til tegneserierne, forhindrede i 2001, at albummet Tintin i Tibet blev udgivet i Kina som Tintin i det kinesiske Tibet. Af den grund gav International Campaign for Tibet (ITC) i maj 2006 Hergé-stiftelsen prisen Light of Truth Award, som uddeles af Dalai Lama (den anden modtager af prisen var Desmond Tutu).

## Hæder
- 1971: Adamsonstatyetten, Sverige[8]
- 1972: The Yellow Kid "una vita per il cartooning" ved Festival of Lucca[9]
- 1973: Grand Prix Saint Michel fra Brussels[8]
- 1999: Inkluderet i Harvey Award Jack Kirby Hall of Fame[8]
- 2003: Inkluderet i Eisner Award Hall of Fame as the Judge's choice[8]